# Válvula de liberación de helio

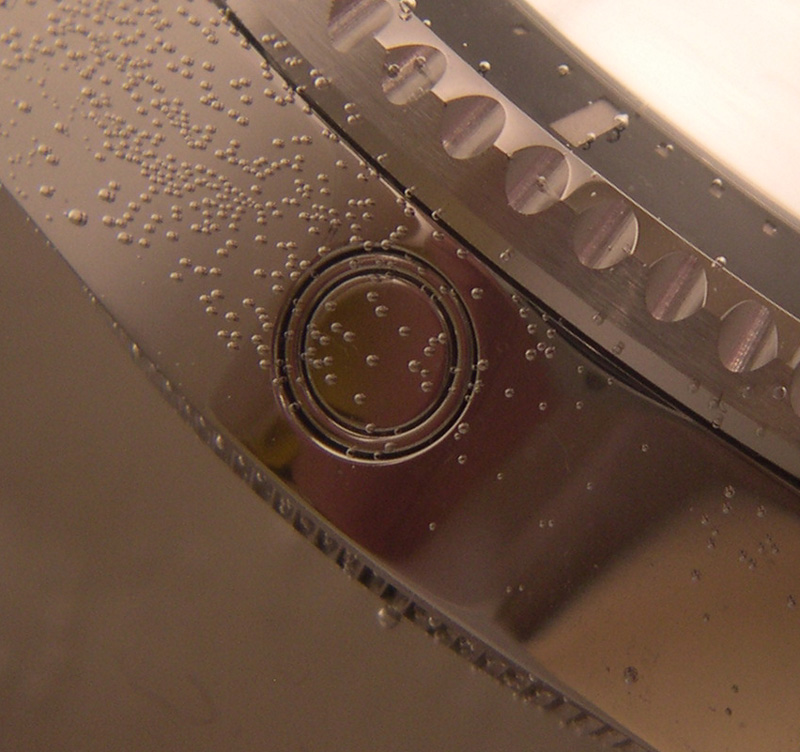
Una válvula de liberación de helio integrada y de funcionamiento automático, como la utilizada por Rolex para la variante Deepsea del Rolex Sea-Dweller

Una válvula de liberación de helio, válvula de escape de helio o válvula de escape de gas es una característica que se encuentra en algunos relojes de buceo destinados al buceo de saturación, en el que se utiliza gas respirable a base de helio.

## Problema de la entrada de gas en el reloj

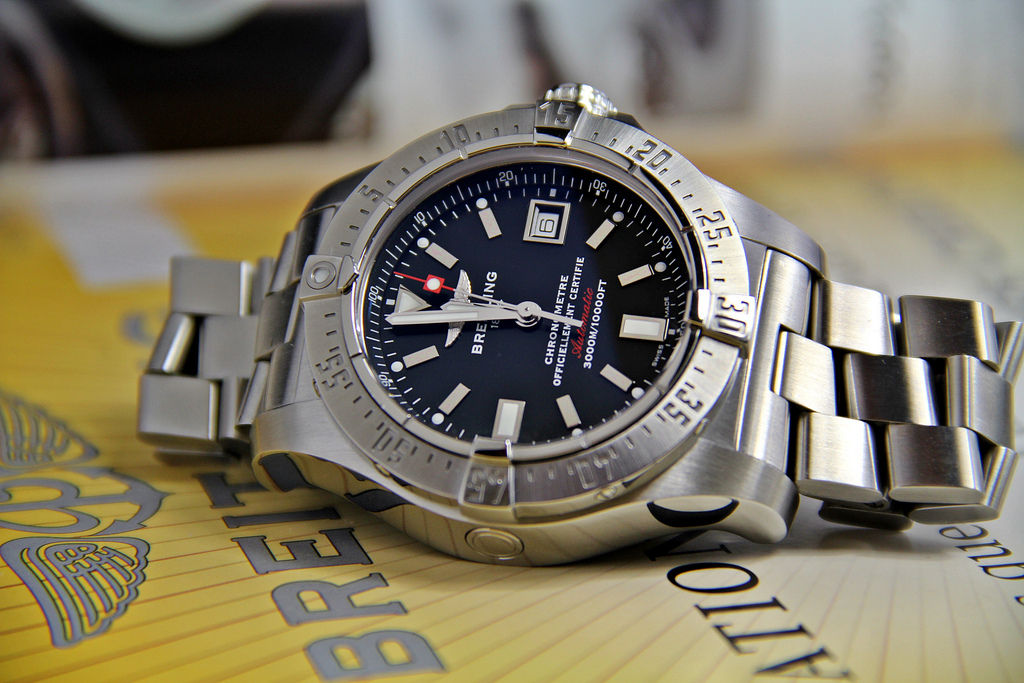
Una válvula de liberación de helio automática integrada (en el punto más bajo de la caja) como la utilizada por Breitling para el Avenger Seawolf

Cuando los buceadores de saturación operan a grandes profundidades, viven en un hábitat que conlleva una atmósfera de saturación a una presión elevada, que contiene helio o hidrógeno. Dado que el átomo de helio es la partícula de un elemento gaseoso más pequeña (el radio atómico de un átomo de helio es de 0,49 ángstrom y el de una molécula de agua es de aproximadamente 2,75 angstroms), en estancias de 5 o más días en este ambiente, pueden infiltrarse en el reloj atravesando las juntas de estanqueidad diseñadas para evitar el paso de moléculas más grandes como la del agua. Esto no es un problema mientras el reloj permanezca bajo presión externa, pero cuando se somete a un proceso de descompresión para volver a la superficie, se puede generar una diferencia de presión entre el gas atrapado dentro de la caja del reloj y el entorno. Dependiendo de la construcción del reloj, las juntas y el cristal, este efecto puede causar daños al reloj (como que el cristal salte), ya que los relojes de buceo están diseñados principalmente para soportar la presión externa.

## Desarrollo de soluciones
Algunos fabricantes de relojes gestionan el efecto de sobrepresión interna simplemente haciendo que la caja y las piezas conectadas selladas estén adecuadamente aisladas con juntas o sean lo suficientemente fuertes como para superar o soportar la presión interna, pero las firmas de relojería Rolex y Doxa abordaron el problema creando la válvula de escape de helio en la década de 1960 (introducida por primera vez en el Rolex Submariner/Sea-Dweller y en el Doxa Conquistador): una pequeña válvula antirretorno accionada por resorte se coloca en la caja del reloj y se abre cuando la diferencia entre la presión interna y la externa es suficiente para superar la fuerza del resorte. Como resultado, la válvula libera los gases atrapados dentro de la caja del reloj durante la descompresión, lo que evita daños al reloj. La idea original de utilizar una válvula unidireccional surgió de Robert A. Barth, un buzo de la Marina de los EE. UU. que fue pionero en el buceo de saturación durante las misiones Genesis y SEALAB de la Marina de los EE. UU. lideradas por George F. Bond. La patente de la válvula de escape de helio fue presentada por Rolex el 6 de noviembre de 1967 y concedida el 15 de junio de 1970.

## Aplicación de soluciones
Las válvulas de liberación automática de helio por lo general no necesitan ninguna operación manual, pero algunas están respaldadas por una corona roscada situada en el costado del reloj, que se desenrosca al comienzo de la descompresión para permitir que la válvula funcione. Como la descompresión de buzos de saturación es un proceso regulado que requiere condiciones de trabajo lentas para prevenir enfermedades y otros efectos nocivos para la salud, la válvula de liberación de helio no tiene que poder hacer frente a escenarios de descompresión extremadamente rápidos, que podrían darse únicamente en una situación de emergencia médica.
Las válvulas de liberación de helio se encuentran principalmente en relojes de buceo con una resistencia al agua superior a 300 m (1000 ft). La norma ISO 6425 define un reloj para buceo con mezcla de gases como aquel que debe ser resistente durante el buceo en agua a una profundidad de al menos 100 m y que no se vea afectado por la sobrepresión del gas respirable. Los modelos que cuentan con una válvula de liberación de helio incluyen la mayoría de los relojes de las series Omega Seamaster, Rolex Sea Dweller, Rolex Pelagos, algunos relojes de buceo de Citizen, Breitling, Girard-Perregaux, Anonimo, Panerai, Mühle Rasmus de Nautische Instrumente Mühle Glashütte, Deep Blue, Scurfa Watches, todos los relojes producidos por Enzo Mechana, Aegir y algunos modelos Doxa seleccionados, modelos Victorinox seleccionados, modelos Oris, modelos TAG Heuer Aquaracer y el reloj DEL MAR Professional Dive 1000.
Otros fabricantes de relojes, como Seiko y Citizen, siguen ofreciendo relojes de buceo de alto nivel que están garantizados como seguros contra los efectos del buceo con mezcla de gases sin necesidad de una apertura adicional en la caja en forma de válvula de liberación. Esto normalmente se logra mediante el uso de juntas especiales y una construcción de caja monocasco en lugar de utilizar las tapas de caja atornilladas más comunes.

## Gestión de la resistencia al agua en el buceo de saturación
Para poder cambiar la hora o la fecha durante la inmersión, los buceadores de saturación deben actuar de forma un tanto contraria a la intuición en lo que respecta a la gestión de la resistencia al agua de sus relojes de buceo. En la purga o compresión inicial y en cualquier otra posterior, la mayoría de los buceadores de saturación abren conscientemente la corona resistente al agua de sus relojes para permitir que el gas respirable iguale la presión interna del reloj a la de su entorno vital. Esta estrategia de mitigación de la diferencia de presión les permite abrir más tarde la corona resistente al agua a su presión de almacenamiento, para poder ajustar su reloj si es necesario durante su período de saturación (que a menudo dura semanas) bajo niveles de presión que varían regularmente entre los lugares de trabajo. La presión de almacenamiento generalmente se mantiene igual o solo ligeramente inferior a la presión a la profundidad de trabajo prevista del buceador. Abrir la caja de un reloj (desenroscando una corona) significa expandir su volumen interno. En un entorno de presión externa significativamente más alta, cualquier expansión se verá impedida por este entorno. Cada acción de apertura y cierre de una válvula de liberación o sello de corona implica un riesgo de entrada de suciedad, pelusas u otras partículas no gaseosas que pueden comprometer el correcto funcionamiento del reloj y alterar sus condiciones de estanqueidad.

## Norma ISO 6425 para relojes de buceo en saturación
Las normas y Las características de los relojes de buceo están reguladas por la norma internacional ISO 6425 (relojes de buceo). La prueba ISO 6425 de la resistencia al agua o hermeticidad y resistencia a una sobrepresión de agua, tal como se define oficialmente, es fundamentalmente diferente de la de los relojes que no son de buceo, porque deben probarse todos y cada uno de los relojes que vayan a ser utilizados.
La ISO 6425 proporciona requisitos adicionales específicos para la prueba de relojes para buceo con mezcla de gases.
Algunos requisitos adicionales específicos para la prueba de estos relojes contemplados por la ISO 6425 son:
- Prueba de funcionamiento con una sobrepresión de gas. El reloj se somete a la sobrepresión del gas que realmente se utilizará, es decir, el 125 % de la presión nominal, durante 15 días. Luego se realizará una reducción rápida de desde la presión de ensayo a la presión atmosférica en un tiempo que no exceda los 3 minutos. Después de esta prueba, el reloj funcionará correctamente. Un reloj electrónico funcionará normalmente durante y después de la prueba. Un reloj mecánico funcionará normalmente después de la prueba (aunque la reserva de cuerda de un reloj mecánico normalmente es inferior a 15 días).
- Prueba de presión interna (simulación de descompresión). Quitar la corona junto con el vástago de cuerda y/o ajuste. En su lugar, colocar una corona del mismo tipo con un orificio. A través de este orificio, introducir la mezcla de gases que se utilizará realmente y crear una sobrepresión respecto a la presión nominal de 20 bares en el reloj durante un período de 10 horas. A continuación, realizar la prueba a la sobrepresión de agua nominal. En este caso, se deberá volver a colocar previamente la corona original en el vástago. Después de esta prueba, el reloj deberá funcionar correctamente.[9]